# Dybvad Gods
 For alternative betydninger, se Dybvad (flertydig). (Se også artikler, som begynder med Dybvad)
Dybvad ligger i Gosmer Sogn – Hads Herred – Århus Amt
Kendt fra begyndelsen af 1600-tallet, hvor den var en gård under Åkær, men den blev i 1664 udlagt til Joachim Gersdorffs arvinger, som dog hurtigt solgte den videre, og den kom senere igen under Åkær.
De nuværende bygninger er fra omkring 1750, og var stråtækte til omkring 1940. De oprindelige avlsbygninger blev nedrevet i 1959.
Dybvad Gods er på 270 hektar med Margrethelyst, Mosegård og Kjeldbækgård + 302 hektar tilforpaget

## Ejere af Dybvad
- (1500-1536) Århus Bispestol
- (1536-1664) Kronen
- (1664) Joach im von Gersdorff
- (1664-1665) Joachim von Gersdorffs dødsbo
- (1665-1681) Laurids Brorson
- (1681-1693) Anne Jacobsdatter Friberg gift Brorson
- (1693-1694) Oluf Friis
- (1694-1695) Otto Krabbe
- (1695-1696) Mads Nielsen Rosenlund
- (1696-1698) Anna Jensdatter Lassen gift Rosenlund
- (1698-1737) Peder Thøgersen de Lasson
- (1737-1772) Thøger Pedersen de Lasson
- (1772-1783) Benedicte Antoinette Matthiasdatter Rosenørn gift de Lasson
- (1783-1793) Christian Tønne Frederik von Lüttichau
- (1793-1794) G.V.A.D. von Münster-Meinhövel (de)
- (1794-1798) Friedrich Otto von Dernath (de)
- (1798-1801) Diderich Henrik Koch
- (1801-1809) Mouritz Christian Piper
- (1809-1811) Heinrich von Reventlow / Andreas Hartvig Berthold Frederik Bernstoff
- (1811-1816) Andreas Hartvig Berthold Frederik Bernstoff
- (1816-1836) Heinrich von Reventlow
- (1836-1837) Joseph Gerson Cohen
- (1837-1884) Peter Johannes de Neergaard
- (1884-1914) Christian Peter Sigvard Busky-Neergaard
- (1914-1953) Christian Kreutzfeldt
- (1953-1968) Bent Kreutzfeldt
- (1968-1983) Enke Fru Inga Kreutzfeldt
- (1983-) Henrik Kreutzfeldt

55°55′6″N 10°9′45″Ø / 55.91833°N 10.16250°Ø